# Rejon nowouszycki
Rejon nowouszycki – dawna jednostka administracyjna wchodząca w skład obwodu chmielnickiego Ukrainy. Został zlikwidowany w wyniku reformy administracyjno-terytorialnej na Ukrainie z 2020 r. i wszedł w skład zreformowanego rejonu kamienieckiego.
Rejon utworzony w 1923 na terenie dawnego powiatu uszyckiego, miał powierzchnię 850 km². Siedzibą władz rejonu była Nowa Uszyca.
Na terenie rejonu znajdowały się 1 osiedlowa rada i 21 silskich rad, obejmujących w sumie 58 miejscowości.

## Miejscowości rejonu
- (Антонівка)
- (Балабанівка)
- (Березівка)
- (Бучая)
- Borsuki (Борсуки)
- Brahiłówka (Браїлівка)
- Cywkowce (Цівківці)
- (Джуржівка)
- Filanówka (Філянівка)
- Głęboczek (Глибочок)
- Głębówka (Глибівка)
- (Глібів)
- (Губарів)
- (Гута-Глібівська)
- (Хворосна)
- Chreptiów (Хребтіїв)
- Iwankowce Chreptyjowskie (Іванківці)
- (Івашківці)
- Janówka (Іванівка)
- Kapuściany (Капустяни)
- (Каскада)
- Kosikowce (Косиківці)
- (Комунар)
- (Кружківці)
- (Куражин)
- (Куча)
- (Любомирівка)
- (Мала Стружка)
- (Мала Щурка)
- (Маціорськ)
- (Миржіївка)
- Nowa Huta (Нова Гута)
- (Новий Глібів)
- Nowa Uszyca (Нова Ушиця)
- Otroków (Отроків)
- (Песець)
- (Пижівка)
- (Пилипи-Хребтіївські)
- Pyłypkiwci[2]  (Пилипківці)
- (Рудківці)
- (Садове)
- (Слобідка)
- (Слобода)
- Sokoliwka (Соколівка)
- (Ставчани)
- (Стара Гута)
- Struga (Струга)
- (Шебутинці)
- (Шелестяни)
- Szczerbowce (Щербівці)
- (Тимків)
- (Вахнівці)
- (Виселок)
- Wilchowiec (Вільховець)
- Zaboroznowce[3] (Заборознівці)
- Zagórzany[4] (Загоряни)
- Zamiechów[5][6][7] (Заміхів)
- Zielone Kuryłowce[8] (Зелені Курилівці)
- Żabińce (Жабинці)